# Moritz Lambrecht
Moritz Lambrecht (* 20. Juli 1993) ist ein ehemaliger deutscher Handballspieler, der für den TV 05/07 Hüttenberg als Kreisläufer aktiv war.

## Karriere
Moritz Lambrecht bekam seine handballerische Ausbildung in den Jugendmannschaften des TV Hüttenberg. Mit der A-Jugend der Blau-Roten spielte er zwei Jahre lang in der höchsten deutschen Spielklasse. 2012 rückte das Nachwuchstalent in den Aktivenbereich auf und kam zunächst im Oberliga-Team der U23 zum Einsatz. Als Hüttenberg am Saisonende 2013/14 seinen Kreisläufer Sebastian Weber an den Konkurrenten HSG Wetzlar abgegeben musste, schloss der Traditionsverein diese Lücke mit einem Nachfolger aus den eigenen Reihen in Person von Moritz Lambrecht. Mit dem TVH spielte Lambrecht zunächst eine weitere Saison in der 2. Bundesliga, ehe es für den Verein in die 3. Liga hinunter ging. 2016 erfolgte der Wiederaufstieg in das Handball-Unterhaus und im Sommer 2017 der Aufstieg in die Bundesliga. Nach der Saison 2019/20 beendete er seine Karriere.

### Bundesligabilanz
| Saison    | Verein              | Spielklasse | Spiele | Tore | 7-Meter | Feldtore |
| --------- | ------------------- | ----------- | ------ | ---- | ------- | -------- |
| 2017/18   | TV 05/07 Hüttenberg | Bundesliga  | 34     | 33   | 0       | 33       |
| 2017–2018 | gesamt              | Bundesliga  | 34     | 33   | 0       | 33       |

### Zweitligabilanz
| Saison    | Verein              | Spielklasse   | Spiele | Tore | 7-Meter | Feldtore |
| --------- | ------------------- | ------------- | ------ | ---- | ------- | -------- |
| 2012/13   | TV 05/07 Hüttenberg | 2. Bundesliga | 4      | 1    | 0       | 1        |
| 2013/14   | TV 05/07 Hüttenberg | 2. Bundesliga | 36     | 37   | 0       | 37       |
| 2014/15   | TV 05/07 Hüttenberg | 2. Bundesliga | 32     | 47   | 0       | 47       |
| 2016/17   | TV 05/07 Hüttenberg | 2. Bundesliga | 38     | 64   | 0       | 64       |
| 2018/19   | TV 05/07 Hüttenberg | 2. Bundesliga | 38     | 69   | 0       | 69       |
| 2019/20   | TV 05/07 Hüttenberg | 2. Bundesliga | 24     | 26   | 0       | 26       |
| 2012–2020 | gesamt              | 2. Bundesliga | 173    | 251  | 0       | 251      |

### Erfolge
- Aufstieg mit dem TV 05/07 Hüttenberg in die Bundesliga 2017
- Aufstieg mit dem TV 05/07 Hüttenberg in die 2. Bundesliga 2016